# Memórias Póstumas de Brás Cubas

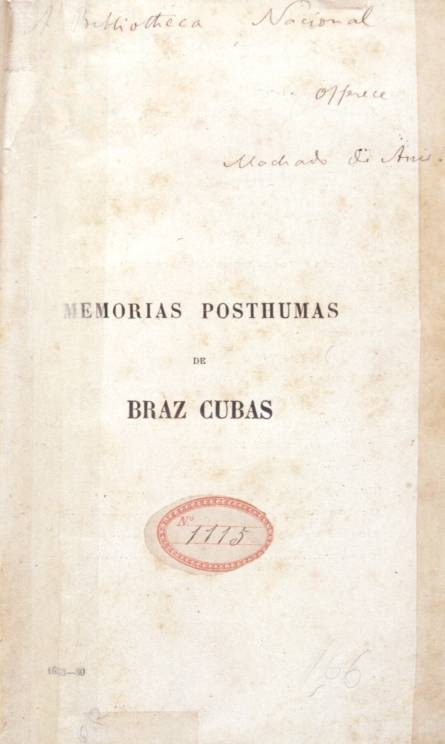
Titelblatt des Romans mit Autograph

Memórias Póstumas de Brás Cubas (Die nachträglichen Memoiren des Bras Cubas bzw. Postume Erinnerungen des Brás Cubas) ist ein Roman, der im Jahr 1880 erstmals in der Zeitschrift Revista Brasileira von Joaquim Maria Machado de Assis veröffentlicht wurde.

## Inhalt/Bedeutung
Er läutete im Brasilien des ausklingenden neunzehnten Jahrhunderts den Beginn einer neuen Epoche ein – der des Realismus. Die Erzählsituation im Werk bricht radikal mit den literarischen Traditionen ihrer damaligen Zeit. Machado de Assis überrascht seine Leser, indem er den bereits verstorbenen Brás Cubas selbst zum Erzähler seiner Lebensgeschichte macht. Dieser berichtet also buchstäblich aus seinem Grab heraus über die persönlichen Erfolge und Niederschläge, über romantische Eroberungen und Enttäuschungen, die er zu Lebzeiten machte. Dennoch ist das Buch nicht eigentlich autobiographisch. Das Vorbild ist eindeutig der Tristram Shandy. Auch die Stilmittel lehnen sich an diese Vorlage an. Vor allem die vielen Verzögerungen regulieren den Fluss der Emotionen; das Ungesagte regt die Phanstasie an. Polemischerweise und beispielgebend für eine gewisse Ironie sowie den teilweise morbiden Humor, der den Roman durchzieht, widmet Brás Cubas seine Ausführungen eingangs „Dem Wurm, der als erster das kalte Fleisch meines Leichnams annagt [...]“, hierzu das Zitat aus dem portugiesischen Originaltext: "Ao verme que primeiro roeu as frias carnes do meu cadáver dedico com saudosa lembrança estas Memórias Póstumas."
Mit den Memórias Póstumas de Brás Cubas wird Joaquim Maria Machado de Assis nicht nur zum Initiator des Realismus in Brasilien, sondern auch zum Vorboten des Magischen Realismus.

## Übersetzungen
Auf Deutsch liegen zwei Übersetzungen vor. 1950 erschien in Zürich im Manesse Verlag Die nachträglichen Memoiren des Bras Cubas von Wolfgang Kayser (Neuausgabe 2004); von Erhard Engler erschien eine Übersetzung 1967 zunächst bei Rütten & Loening in Berlin und 1979 dann bei Suhrkamp in Frankfurt am Main unter dem Titel Postume Erinnerungen des Brás Cubas. Während die 1967er Ausgabe auf dem Umschlag den Titel Postume Erinnerungen des Brás Cubas anführt, lautet er auf der Titelseite: Brás Cubas. Nachträge zu einem verfehlten Leben.